# Danh sách tập truyện One Piece
Đây là danh mục các tập trong manga One Piece. Các tập với tựa đề của tập ở trên. Tựa đề bao gồm tên tiếng Nhật trong bản gốc và tên tiếng Việt được dịch bởi Nhà xuất bản Kim Đồng trong bản dịch tiếng Việt.

## Thông tin
One Piece là Manga được xuất bản từng kì trên tạp chí Weekly Shonen Jump bắt đầu từ ngày 22 tháng 7 năm 1997. Giống như tên của nó, một số mới của Tạp chí Jump (chứa một chương mới của One Piece) được xuất bản hàng tuần. Tính những tuần mà tạp chí không xuất bản và những lúc tác giả Eiichiro Oda tạm nghỉ thì một năm có khoảng 33 đến 48 chương được xuất bản. Khoảng từ 3 đến 4 tháng sau khi xuất hiện trên tạp chí Weekly Shonen Jump, các chương này được biên tập lại thành một tập (volume), hay gọi là tập Tankōbon (単行本) bắt đầu phát hành tại Nhật kể từ ngày 24 tháng 12 năm 1997, bao gồm từ 8 đến 12 chương (10 đến 11 chương là chiếm đa số các tập) với khoảng từ 188 đến 244 trang truyện. Những tập truyện này có bìa vẽ mới, bảng tóm tắt nội dung của tập truyện, một trang hỏi đáp của tác giả ở cuối mỗi chương, một mục nơi nhân vật Usopp nhận xét về những bức vẽ của fan hâm mộ và một số phần thêm khác (còn được gọi là góc Usopp Gallery Pirates). Tuy nhiên, do giới hạn về kinh phí tiền bìa nên bất cứ bức vẽ nào được vẽ màu (không phải bìa) sẽ được làm lại với màu trắng đen. Tính đến tháng 7 năm 2025, bộ truyện đã có hơn 1100 chương được ra mắt, được tập hợp đóng thành 112 tập Tankōbon và trở thành bộ truyện tranh dài thứ 25 tính theo số chương và tập.
Tại Việt Nam, bộ truyện đã được NXB Kim Đồng phát hành lần đầu tiên vào cuối năm 2008. Vào cuối tháng 3 năm 2014, NXB Kim Đồng đã tổ chức sự kiện manga Shonen Sunday mang tên Sự trở lại của những huyền thoại nhằm tái bản 2 bộ truyện tranh một thời là One Piece và Dragon Ball. Ở lần tái bản này, bộ truyện One Piece đã được làm lại sát với bản gốc bên Nhật và chất lượng bìa tốt hơn rất nhiều, ngoài ra bộ truyện cũng được NXB Kim Đồng phát hành cả hai phiên bản bìa gập và bìa rời phục vụ yêu cầu của độc giả trong nước. Bộ tái bản này của truyện được phát hành song song cùng với bộ gốc năm 2008 cho đến tận tập 80 của bộ truyện. Điều này có nghĩa là ngày phát hành từ tập 1 đến tập 80 trong danh sách dưới đây đều là tái bản theo phiên bản mới nhất. Còn từ tập 81 trở đi mới là ngày gốc (ngày phát hành chính thức đầu tiên) tại Việt Nam.

## Danh sách tập

### Tập 1–40
| #                                                                                            | Nhan đề                                                                                                | Phát hành Tiếng Nhật                                                                     | Phát hành tiếng Việt                                                                                     |
| -------------------------------------------------------------------------------------------- | --- | ---------------------------------------------------------------------------------------- | --- |
| 1                                                                                            | ROMANCE DAWN - Bình minh của cuộc phiêu lưu Romansu Dōn - Bōken no Yoake (ROMANCE DAWN —冒険の夜明け—) | 24 tháng 12 năm 1997 978-4-08-872509-3                                                   | 31 tháng 3 năm 2014 978-604-2-04073-0                                                                    |
| 2                                                                                            | Versus!! Binh đoàn hải tặc Buggy Versus!! Bagī Kaizoku-Dan (Versus!! バギー海賊団)                     | 3 tháng 4 năm 1998 978-4-08-872544-1 calling template requires template_name parameter   | 11 tháng 4 năm 2014 978-604-2-04074-7                                                                    |
| 3                                                                                            | Thứ không thể nói dối Itsuwarenu Mono (偽れぬもの)                                                     | 4 tháng 6 năm 1998 978-4-08-872569-7                                                     | 25 tháng 4 năm 2014 978-604-2-04075-4                                                                    |
| 4                                                                                            | Trăng lưỡi liềm Mikazuki (三日月)                                                                      | 4 tháng 8 năm 1998 978-4-08-872594-8 calling template requires template_name parameter   | 16 tháng 5 năm 2014 978-604-2-04076-1                                                                    |
| 5                                                                                            | Chuông nguyện vì ai? Tagatameni Kane wa Naru (誰が為に鐘は鳴る)                                        | 2 tháng 10 năm 1998 978-4-08-872619-7 calling template requires template_name parameter  | 30 tháng 5 năm 2014 978-604-2-04077-8                                                                    |
| 6                                                                                            | Lời thề Chikai (誓い)                                                                                  | 3 tháng 12 năm 1998 978-4-08-872642-1 calling template requires template_name parameter  | 13 tháng 6 năm 2014 978-604-2-04078-5                                                                    |
| 7                                                                                            | Lão già mắc dịch Kuso Jijī (クソジジイ)                                                                | 4 tháng 3 năm 1999 978-4-08-872683-9 calling template requires template_name parameter   | 27 tháng 6 năm 2014 978-604-2-04079-2                                                                    |
| 8                                                                                            | Đừng chết Shinanē yo (死なねェよ)                                                                      | 30 tháng 4 năm 1999 978-4-08-872712-6 calling template requires template_name parameter  | 11 tháng 7 năm 2014 978-604-2-04080-0 calling template requires template_name parameter                  |
| 9                                                                                            | Nước mắt Namida (涙)                                                                                   | 2 tháng 7 năm 1999 978-4-08-872735-5 calling template requires template_name parameter   | 25 tháng 7 năm 2014 978-604-2-04081-5                                                                    |
| 10                                                                                           | OK, Let's STAND UP! Ōkē, Rettsu Sutan Dappu! (OK, Let's STAND UP!)                                     | 4 tháng 10 năm 1999 978-4-08-872773-8                                                    | 8 tháng 8 năm 2014 978-604-2-04082-1 calling template requires template_name parameter                   |
| 11                                                                                           | Đại ác tặc phía Đông Higashi Ichiban no Waru (東一番の悪)                                              | 2 tháng 12 năm 1999 978-4-08-872797-5 calling template requires template_name parameter  | 22 tháng 8 năm 2014 978-604-2-04083-9                                                                    |
| 12                                                                                           | Truyền thuyết bắt đầu Densetsu wa Hajimatta (伝説は始まった)                                           | 2 tháng 2 năm 2000 978-4-08-872822-X calling template requires template_name parameter   | 5 tháng 9 năm 2014 978-604-2-04084-6                                                                     |
| 13                                                                                           | Không sao!!! Daijōbu!!! (大丈夫!!!)                                                                    | 28 tháng 6 năm 2000 978-4-08-872863-7 calling template requires template_name parameter  | 19 tháng 9 năm 2014 978-604-2-04085-3                                                                    |
| 14                                                                                           | Bản năng Honnō (本能)                                                                                  | 4 tháng 7 năm 2000 978-4-08-872888-2 calling template requires template_name parameter   | 3 tháng 10 năm 2014 978-604-2-04086-0                                                                    |
| 15                                                                                           | Thẳng tiến!!! Massugu!!! (まっすぐ!!!)                                                                 | 4 tháng 9 năm 2000 978-4-08-873009-7                                                     | 17 tháng 10 năm 2014 978-604-2-04087-7                                                                   |
| 16                                                                                           | Ý chí được kế thừa Uketsugareru Ishi (受け継がれる意志)                                                | 4 tháng 12 năm 2000} 978-4-08-873045-3 calling template requires template_name parameter | 31 tháng 10 năm 2014 978-604-2-04088-4                                                                   |
| 17                                                                                           | Hoa anh đào của Hiluluk Hiruruku no Sakura (ヒルルクの桜)                                              | 2 tháng 2 năm 2001 978-4-08-873073-9 calling template requires template_name parameter   | 14 tháng 11 năm 2014 978-604-2-04089-1                                                                   |
| 18                                                                                           | Ace xuất hiện Ēsu Tōjō (エース登場)                                                                    | 4 tháng 4 năm 2001 4-08-873100-X                                                         | 28 tháng 11 năm 2014 (bìa rời) 978-604-2-04090-7                                                         |
| 19                                                                                           | Phản loạn 反乱 (Uneri)                                                                                 | 4 tháng 7 năm 2001 4-08-873133-6                                                         | 12 tháng 12 năm 2014 (bìa rời) 978-604-2-04091-4                                                         |
| 20                                                                                           | Quyết chiến ở Alubarna 決戦はアルバーナ (Kessen wa Arubāna)                                            | 4 tháng 9 năm 2001 4-08-873158-1                                                         | 20 tháng 12 năm 2014 (bìa rời) 978-604-2-04092-1                                                         |
| 21                                                                                           | Quê hương lí tưởng Risōkyō (理想郷)                                                                    | 4 tháng 12 năm 2001 4-08-873194-8                                                        | 16 tháng 1 năm 2015 (bìa rời) 978-604-2-02330-6                                                          |
| 22                                                                                           | HOPE!! Hōpu (HOPE!!)                                                                                   | 4 tháng 2 năm 2002 4-08-873222-7                                                         | 30 tháng 1 năm 2015 (bìa rời) 978-604-2-02331-3                                                          |
| 23                                                                                           | Cuộc phiêu lưu của Vivi Bibi no Bōken (ビビの冒険)                                                     | 4 tháng 2 năm 2002 4-08-873252-9                                                         | 26 tháng 2 năm 2015 (bìa rời) 978-604-2-02332-0                                                          |
| 24                                                                                           | Giấc mơ của con người Hito no Yume (人の夢)                                                            | 4 tháng 7 năm 2002 4-08-873282-0                                                         | 13 tháng 3 năm 2015 (bìa rời) 978-604-2-02333-7                                                          |
| 25                                                                                           | Người đàn ông trị giá 100 triệu Ichioku no Otoko (一億の男)                                            | 4 tháng 9 năm 2002 4-08-873313-4                                                         | 27 tháng 3 năm 2015 (bìa rời) 978-604-2-02334-4                                                          |
| 26                                                                                           | Phiêu lưu trên đảo của thần Kami no Shima no Bōken (神の島の冒険)                                      | 4 tháng 12 năm 2002 4-08-873336-3                                                        | 10 tháng 4 năm 2015 (bìa rời) 978-604-2-02335-1                                                          |
| 27                                                                                           | Dạo khúc Ōbāchua (序曲)                                                                                | 4 tháng 2 năm 2003 4-08-873379-7                                                         | 24 tháng 4 năm 2015 (bìa rời) 978-604-2-02336-8                                                          |
| 28                                                                                           | "Chiến quỷ" Wiper "Senki" Waipā (「戦鬼」ワイパー)                                                     | 1 tháng 5 năm 2003 4-08-873418-1                                                         | 15 tháng 5 năm 2015 (bìa rời) 978-604-2-02337-5 (2020) calling template requires template_name parameter |
| 29                                                                                           | Oratorio 聖譚曲                                                                                        | 4 tháng 7 năm 2003 4-08-873480-7                                                         | 29 tháng 5 năm 2015 (bìa rời) 978-604-2-02338-2                                                          |
| 30                                                                                           | Capriccio Kapuritchio (狂想曲)                                                                         | 3 tháng 10 năm 2003 4-08-873502-1                                                        | 12 tháng 6 năm 2015 (bìa rời) 978-604-2-02339-9                                                          |
| 31                                                                                           | Chúng tôi luôn ở đây Koko ni Iru (ここにいる)                                                          | 19 tháng 12 năm 2003 4-08-873551-X                                                       | 26 tháng 6 năm 2015 (bìa rời) 978-604-2-02340-5                                                          |
| 32                                                                                           | Tiếng hát của đảo Rabu Songu (島の歌声)                                                                | 4 tháng 3 năm 2004 4-08-873571-4                                                         | 10 tháng 7 năm 2015 (bìa rời) 978-604-2-02341-2                                                          |
| 33                                                                                           | Davy Back Fight!!                                                                                      | 4 tháng 6 năm 2004 4-08-873593-5                                                         | 24 tháng 7 năm 2015 (bìa rời) 978-604-2-02342-9                                                          |
| 34                                                                                           | Thủ đô nước - Water Seven "Mizu no Miyako" Wōtā Sebun (「水の都」ウォーターセブン)                     | 4 tháng 8 năm 2004 4-08-873638-9                                                         | 7 tháng 8 năm 2015 (bìa rời) 978-604-2-02343-6                                                           |
| 35                                                                                           | Thuyền trưởng Kyaputen (船長)                                                                          | 4 tháng 11 năm 2004 4-08-873667-2                                                        | 21 tháng 8 năm 2015 (bìa rời) 978-604-2-02344-3                                                          |
| 36                                                                                           | Chính nghĩa thứ 9 Kyūbanme no Seigi (９番目の正義)                                                     | 4 tháng 2 năm 2005 4-08-873768-7                                                         | 4 tháng 9 năm 2015 (bìa rời) 978-604-2-02345-0                                                           |
| 37                                                                                           | Thầy Tom Tomu-san (トムさん)                                                                           | 28 tháng 4 năm 2005 4-08-873802-0                                                        | 18 tháng 9 năm 2015 (bìa rời) 978-604-2-02346-7                                                          |
| 38                                                                                           | Rocketman!! Rokettoman!! (ロケットマン!!)                                                              | 4 tháng 7 năm 2005 4-08-873839-X                                                         | 2 tháng 10 năm 2015 (bìa rời) 978-604-2-02237-4 calling template requires template_name parameter        |
| 39                                                                                           | Cuộc chiến cướp đoạt Sōdatsusen (争奪戦)                                                               | 4 tháng 11 năm 2005 4-08-873872-1                                                        | 16 tháng 10 năm 2015 (bìa rời) 978-604-2-02348-1                                                         |
| 40                                                                                           | Gear Gia (ギア)                                                                                        | 26 tháng 12 năm 2005 4-08-874003-3                                                       | 30 tháng 10 năm 2015 (bìa rời) 978-604-2-02349-8                                                         |
| Mã ISBN tiếng Việt được lấy từ Cục Xuất bản, In và Phát hành - Bộ thông tin và truyền thông. | |                                                                                          | |

### Tập 41–80
| #                                                                                            | Nhan đề | Phát hành Tiếng Nhật                   | Phát hành tiếng Việt                                                                               |
| -------------------------------------------------------------------------------------------- | --- | -------------------------------------- | -------------------------------------------------------------------------------------------------- |
| 41                                                                                           | Lời tuyên chiến Sensen Fukoku (宣戦布告) | 4 tháng 4 năm 2006 4-08-874047-5       | 13 tháng 11 năm 2015 (bìa rời) 978-604-2-02350-4                                                   |
| 42                                                                                           | Hải tặc VS CP9 Kaizoku vs CP9 (海賊 VS CP9) | 4 tháng 7 năm 2006 4-08-874127-7       | 27 tháng 11 năm 2015 (bìa rời) 978-604-2-02351-1                                                   |
| 43                                                                                           | Truyền thuyết anh hùng Eiyū Densetsu (英雄伝説) | 4 tháng 9 năm 2006 4-08-874149-8       | 11 tháng 12 năm 2015 (bìa rời) 978-604-2-02352-8                                                   |
| 44                                                                                           | Về thôi Kaerou (帰ろう) | 4 tháng 12 năm 2006 4-08-874287-7      | 25 tháng 12 năm 2015 (bìa rời) 978-604-2-02353-5                                                   |
| 45                                                                                           | Thấu hiểu tâm can Shinchū Osasshisuru (心中お察しする) | 2 tháng 3 năm 2007 978-4-08-874314-1   | 15 tháng 1 năm 2016 (bìa rời) 978-604-2-06936-6                                                    |
| 46                                                                                           | Phiêu lưu trên đảo ma Gōsuto Airando no Bōken (ゴースト島の冒険) | 4 tháng 7 năm 2007 978-4-08-874382-0   | 29 tháng 1 năm 2016 (bìa rời) 978-604-2-07088-1                                                    |
| 47                                                                                           | Trời âm u, thỉnh thoảng có xương Kumori Tokidoki Hone (くもり時々ホネ) | 4 tháng 9 năm 2007 978-4-08-874411-7   | 22 tháng 2 năm 2016 (bìa rời) 978-604-2-07089-8                                                    |
| 48                                                                                           | Cuộc phiêu lưu của Oars Ōzu no Bōken (オーズの冒険) | 4 tháng 12 năm 2007 978-4-08-874442-1  | 11 tháng 3 năm 2016 (bìa rời) 978-604-2-07090-4                                                    |
| 49                                                                                           | Nightmare Luffy Naitomea Rufi (ナイトメア・ルフィ) | 4 tháng 3 năm 2008 978-4-08-874485-8   | 25 tháng 3 năm 2016 (bìa rời) 978-604-2-13156-8                                                    |
| 50                                                                                           | Lại tới Futatabi Tadoritsuku (再び辿りつく) | 4 tháng 6 năm 2008 978-4-08-874521-3   | 8 tháng 4 năm 2016 (bìa rời) 978-604-2-07092-8                                                     |
| 51                                                                                           | 11 siêu tân tinh Jūichinin no Chōshinsei (11人の超新星) | 4 tháng 9 năm 2008 978-4-08-874563-3   | 22 tháng 4 năm 2016 (bìa rời) 978-604-2-07093-5                                                    |
| 52                                                                                           | Roger và Rayleigh Rojā to Reirī (ロジャーとレイリー) | 4 tháng 12 năm 2008 978-4-08-874602-9  | 6 tháng 5 năm 2016 (bìa rời) 978-604-2-17111-3                                                     |
| 53                                                                                           | Khí chất vương giả Ō no Shishitsu (王の資質) | 4 tháng 3 năm 2009 978-4-08-874640-1   | 20 tháng 5 năm 2016 (bìa rời) 978-604-2-07095-9                                                    |
| 54                                                                                           | Không thể ngăn cản Mō Dare ni mo Tomerarenai (もう誰にも止められない) | 4 tháng 6 năm 2009 978-4-08-874662-3   | 3 tháng 6 năm 2016 (bìa rời) 978-604-2-07096-6                                                     |
| 55                                                                                           | Okama nơi địa ngục Jigoku ni Okama (地獄に仏) | 4 tháng 9 năm 2009 978-4-08-874727-9   | 17 tháng 6 năm 2016 (bìa rời) 978-604-2-17114-4                                                    |
| 56                                                                                           | Cảm ơn Arigatō (ありがとう) | 4 tháng 12 năm 2009 978-4-08-874761-3  | 1 tháng 7 năm 2016 (bìa rời) 978-604-2-17115-1                                                     |
| 57                                                                                           | Trận chiến thượng đỉnh Chōjō Kessen (頂上決戦) | 4 tháng 3 năm 2010 978-4-08-870010-6   | 15 tháng 7 năm 2016 (bìa rời) 978-604-2-17116-8                                                    |
| 58                                                                                           | Thời đại này mang tên "Râu Trắng" Kono Jidai no Na o 'Shirohige' to Yobu (この時代の名を"白ひげ"と呼ぶ) | 4 tháng 6 năm 2010 978-4-08-870045-8   | 29 tháng 7 năm 2016 (bìa rời) 978-604-2-17117-5                                                    |
| 59                                                                                           | Vĩnh biệt Portgas D. Ace Pōtogasu Dī Ēsu Shisu (ポートガス・D・エース死す) | 4 tháng 8 năm 2010 978-4-08-870083-0   | 12 tháng 8 năm 2016 (bìa rời) 978-604-2-13166-7                                                    |
| 60                                                                                           | Em trai Otōto yo (弟よ) | 4 tháng 10 năm 2010 978-4-08-870125-7  | 26 tháng 8 năm 2016 (bìa rời) 978-604-2-07102-4                                                    |
| 61                                                                                           | "ROMANCE DAWN FOR THE NEW WORLD" - Bình minh chuyến phiêu lưu đến Tân thế giới - Romance Dawn: For the New World: Atarashii Sekai e no Bōken no Yoake (ROMANCE DAWN for the new world —新しい世界への冒険の夜明け—) | 4 tháng 2 năm 2011 978-4-08-870175-2   | 7 tháng 10 năm 2016 (bìa rời) 978-604-2-17120-5                                                    |
| 62                                                                                           | Hành trình ở đảo Người Cá Gyojintō no Bōken (魚人島の冒険) | 2 tháng 5 năm 2011 978-4-08-870217-9   | 21 tháng 10 năm 2016 (bìa rời) 978-604-2-07104-8                                                   |
| 63                                                                                           | Otohime và Tiger Otohime to Taigā (オトヒメとタイガー) | 4 tháng 8 năm 2011 978-4-08-870270-4   | 4 tháng 11 năm 2016 978-604-2-07105-5                                                              |
| 64                                                                                           | 10 vạn VS. 10 Jūman Bāsasu Jū (10万vs.10) | 4 tháng 11 năm 2011 978-4-08-870301-5  | 18 tháng 11 năm 2016 (bìa rời) 978-604-2-07166-2 calling template requires template_name parameter |
| 65                                                                                           | Trở về con số 0 Zero ni (ゼロに) | 3 tháng 2 năm 2012 978-4-08-870367-1   | 2 tháng 12 năm 2016 (bìa rời) 978-604-2-07107-9                                                    |
| 66                                                                                           | Đường tới Mặt Trời Taiyō e to Tsuzuku Michi (タイヨウへと続く道) | 2 tháng 5 năm 2012 978-4-08-870416-6   | 16 tháng 12 năm 2016 (bìa rời) 978-604-2-07108-6                                                   |
| 67                                                                                           | Cool Fight | 3 tháng 8 năm 2012 978-4-08-870476-0   | 30 tháng 12 năm 2016 978-604-2-07109-3                                                             |
| 68                                                                                           | Liên minh hải tặc | 2 tháng 11 năm 2012 978-4-08-870531-6  | 13 tháng 1 năm 2017 (bìa rời) 978-604-2-07110-9                                                    |
| 69                                                                                           | SAD | 4 tháng 3 năm 2013 978-4-08-870614-6   | 17 tháng 2 năm 2017 (bìa rời) 978-604-2-07111-6                                                    |
| 70                                                                                           | Doflamingo xuất hiện Dofuramingo Arawaru (ドフラミンゴ現る) | 4 tháng 6 năm 2013 978-4-08-870660-3   | 3 tháng 3 năm 2017 (bìa rời) 978-604-2-17129-8                                                     |
| 71                                                                                           | Đấu trường của những kẻ bất lương Kusemono-tachi no Koroshiamu (曲者達のコロシアム) | 2 tháng 8 năm 2013 978-4-08-870781-5   | 17 tháng 3 năm 2017 (bìa rời) 978-604-2-07113-0                                                    |
| 72                                                                                           | Thứ bị quên lãng ở Dressrosa Doresurōza no Wasuremono (ドレスローザの忘れ物) | 1 tháng 11 năm 2013 978-4-08-870833-1  | 31 tháng 3 năm 2017 (bìa rời) 978-604-2-07114-7                                                    |
| 73                                                                                           | Tác chiến SOP Dressrosa Doresurōza Esu Ō Pī Sakusen (ドレスローザSOP作戦) | 4 tháng 3 năm 2014 978-4-08-880022-6   | 14 tháng 4 năm 2017 (bìa rời) 978-604-2-07115-4                                                    |
| 74                                                                                           | Ta sẽ luôn ở bên con Itsudemo Kimi no Soba ni Iru (いつでもキミのそばにいる) | 4 tháng 6 năm 2014 978-4-08-880069-1   | 28 tháng 4 năm 2017 (bìa rời) 978-604-2-07116-1                                                    |
| 75                                                                                           | Trả ơn Ore no Ongaeshi (おれの恩返し) | 4 tháng 9 năm 2014 978-4-08-880171-1   | 12 tháng 5 năm 2017 (bìa rời) 978-604-2-07117-8                                                    |
| 76                                                                                           | Tiến lên đi, đừng ngại Kamawazu Susume (構わず進め) | 27 tháng 12 năm 2014 978-4-08-880219-0 | 26 tháng 5 năm 2017 (bìa rời) 978-604-2-07118-5                                                    |
| 77                                                                                           | Nụ cười Sumairu (スマイル) | 3 tháng 4 năm 2015 978-4-08-880326-5   | 27 tháng 10 năm 2017 (bìa rời) 978-604-2-08727-8                                                   |
| 78                                                                                           | Sức hút của tội ác Aku no Karisuma (悪のカリスマ) | 3 tháng 7 năm 2015 978-4-08-880422-4   | 10 tháng 11 năm 2017 (bìa rời) 978-604-2-17137-3                                                   |
| 79                                                                                           | Lucy!! | 3 tháng 10 năm 2015 978-4-08-880496-5  | 8 tháng 12 năm 2017 (bìa rời) 978-604-2-08729-2                                                    |
| 80                                                                                           | Tuyên ngôn về Thời đại mới Kaimaku Sengen (開幕宣言) | 28 tháng 12 năm 2015 978-4-08-880578-8 | 22 tháng 12 năm 2017 (bìa rời) 978-604-2-08730-8                                                   |
| Mã ISBN tiếng Việt được lấy từ Cục Xuất bản, In và Phát hành - Bộ thông tin và truyền thông. | |                                        | |

### Tập 81–nay
| #                                                                                            | Nhan đề                                                                                                   | Phát hành Tiếng Nhật                   | Phát hành tiếng Việt                   |
| -------------------------------------------------------------------------------------------- | --- | -------------------------------------- | -------------------------------------- |
| 81                                                                                           | Cùng đến thăm ngài Nekomamushi Nekomamushi no Dan'na ni Ai ni Yukō (ネコマムシの旦那に会いに行こう)       | 4 tháng 4 năm 2016 978-4-08-880648-8   | 19 tháng 1 năm 2018 978-604-2-08731-5  |
| 82                                                                                           | Thế giới xao động Zawatsuku Sekai (ざわつく世界)                                                          | 4 tháng 7 năm 2016 978-4-08-880726-3   | 16 tháng 3 năm 2018 978-604-2-08732-2  |
| 83                                                                                           | Hải tặc: Tứ Hoàng Charlotte Linlin Kaizoku "Yonkō" Shārotto Rinrin (海賊「四皇」シャーロット・リンリン)   | 4 tháng 11 năm 2016 978-4-08-880801-7  | 6 tháng 4 năm 2018 978-604-2-08733-9   |
| 84                                                                                           | Luffy VS. Sanji Rufi Bāsasu Sanji (ルフィvs.サンジ)                                                       | 3 tháng 2 năm 2017 978-4-08-881002-7   | 25 tháng 5 năm 2018 978-604-2-11128-7  |
| 85                                                                                           | Dối trá Usotsuki (ウソつき)                                                                               | 2 tháng 5 năm 2017 978-4-08-881070-6   | 29 tháng 6 năm 2018 978-604-2-13192-6  |
| 86                                                                                           | Kế hoạch ám sát Tứ hoàng Yonkō Ansatsu Sakusen (四皇暗殺作戦)                                             | 4 tháng 8 năm 2017 978-4-08-881198-7   | 27 tháng 7 năm 2018 978-604-2-17145-8  |
| 87                                                                                           | Không ngọt ngào đâu Amakunai (甘くない)                                                                   | 2 tháng 11 năm 2017 978-4-08-881225-0  | 7 tháng 9 năm 2018 978-604-2-17146-5   |
| 88                                                                                           | Sư tử Shishi (獅子)                                                                                       | 2 tháng 3 năm 2018 978-4-08-881362-2   | 19 tháng 10 năm 2018 978-604-2-17147-2 |
| 89                                                                                           | Bad End Musical Baddoendo Myūjikaru (BADEND MUSICAL)                                                      | 4 tháng 6 năm 2018 978-4-08-881496-4   | 28 tháng 12 năm 2018 978-604-2-11846-0 |
| 90                                                                                           | Thánh địa Mary Geoise Seichi Marījoa (聖地マリージョア)                                                   | 4 tháng 9 năm 2018 978-4-08-881562-6   | 15 tháng 3 năm 2019 978-604-2-17149-6  |
| 91                                                                                           | Chuyến phiêu lưu trên xứ sở Samurai Samurai no Kuni no Bōken (侍の国の冒険)                               | 4 tháng 12 năm 2018 978-4-08-881644-9  | 6 tháng 9 năm 2019 978-604-2-17150-2   |
| 92                                                                                           | Oiran Komurasaki giá lâm Oiran Komurasaki Tōjō (花魁小紫登場)                                             | 4 tháng 3 năm 2019 978-4-08-881758-3   | 25 tháng 5 năm 2020 978-604-2-16598-3  |
| 93                                                                                           | Nhân vật tiếng tăm của làng Ebisu Ebisu-chō no Ninkimono (えびす町の人気者)                               | 4 tháng 7 năm 2019 978-4-08-881877-1   | 6 tháng 7 năm 2020 978-604-2-18627-8   |
| 94                                                                                           | Giấc mơ của những chiến binh Tsuwamono-domo ga Yume (兵どもが夢)                                          | 4 tháng 10 năm 2019 978-4-08-882054-5  | 26 tháng 4 năm 2021 978-604-2-22088-0  |
| 95                                                                                           | Chuyến chu du của Oden Oden no Bōken (おでんの冒険)                                                       | 28 tháng 12 năm 2019 978-4-08-882169-6 | 11 tháng 10 năm 2021 978-604-2-22852-7 |
| 96                                                                                           | Oden sinh ra là để nấu sôi Niete Nanbo no Oden ni Sōrō (煮えてなんぼのおでんに候)                         | 3 tháng 4 năm 2020 978-4-08-882252-5   | 8 tháng 11 năm 2021 978-604-2-22854-1  |
| 97                                                                                           | Thánh kinh của tôi Boku no Baiburu (僕の聖書)                                                             | 16 tháng 9 năm 2020 978-4-08-882347-8  | 20 tháng 12 năm 2021 978-604-2-22856-5 |
| 98                                                                                           | Phút huy hoàng của những trung thần Chūshin Nishiki (忠臣錦)                                              | 4 tháng 2 năm 2021 978-4-08-882423-9   | 21 tháng 2 năm 2022 978-604-2-23537-2  |
| 99                                                                                           | Luffy Mũ Rơm Mugiwara no Rufi (麦わらのルフィ)                                                            | 4 tháng 6 năm 2021 978-4-08-882691-2   | 11 tháng 7 năm 2022 978-604-2-27300-8  |
| 100                                                                                          | Haki Bá Vương Haōshoku (覇王色)                                                                           | 3 tháng 9 năm 2021 978-4-08-882780-3   | 15 tháng 8 năm 2022 978-604-2-27303-9  |
| 101                                                                                          | Siêu sao thượng đài Hanagata Tōjō (花形登場)                                                              | 3 tháng 12 năm 2021 978-4-08-883003-2  | 31 tháng 10 năm 2022 978-604-2-27306-0 |
| 102                                                                                          | Bước ngoặt quan trọng Tennōzan (天王 山)                                                                  | 4 tháng 4 năm 2022 978-4-08-883120-6   | 27 tháng 5 năm 2024 978-604-2-34008-3  |
| 103                                                                                          | Chiến binh giải phóng Kaihō no Senshi (解放の戦士)                                                        | 4 tháng 8 năm 2022 978-4-08-883190-9   | 23 tháng 9 năm 2024 978-604-2-34010-6  |
| 104                                                                                          | Kozuki Momonosuke - Tướng quân của Wano quốc Wano Kuni Shōgun Kōzuki Momonosuke (ワノ国将軍 光月モモの助) | 4 tháng 11 năm 2022 978-4-08-883287-6  | 21 tháng 10 năm 2024 978-604-2-37797-3 |
| 105                                                                                          | Ước mơ của Luffy Rufi no Yume (ルフィの夢)                                                                | 3 tháng 3 năm 2023 978-4-08-883436-8   | 11 tháng 11 năm 2024 978-604-2-34014-4 |
| 106                                                                                          | Giấc mơ của Thiên tài Tensai no Yume (天才の夢)                                                           | 4 tháng 7 năm 2023 978-4-08-883644-7   | 26 tháng 5 năm 2025 978-604-2-27644-3  |
| 107                                                                                          | Anh hùng huyền thoại Densetsu no Eiyū (伝説の英雄)                                                        | 2 tháng 11 năm 2023 978-4-08-883785-7  | 30 tháng 6 năm 2025 978-604-2-27646-7  |
| 108                                                                                          | Thà chết còn hơn Shinda Hō ga Ii Sekai (死んだ方がいい世界)                                               | 4 tháng 3 năm 2024 978-4-08-884013-0   | 28 tháng 7 năm 2025 978-604-2-27693-1  |
| 109                                                                                          | Đứng về phía cháu Kimi no Mikata (きみの味方)                                                             | 4 tháng 7 năm 2024 978-4-08-884196-0   | — 978-604-2-25620-9                    |
| 110                                                                                          | Làn sóng thời đại Jidai no Uneri (時代のうねり)                                                           | 1 tháng 11 năm 2024 978-4-08-884314-8  | — 978-604-2-25622-3                    |
| 111                                                                                          | Cuộc phiêu lưu tại Elbaf Erubafu no Bōken (エルバフの冒険)                                                | 4 tháng 3 năm 2025 978-4-08-884491-6   | —                                      |
| 112                                                                                          | Thần điển Harley Hārei (神典)                                                                             | 4 tháng 7 năm 2025 978-4-08-884563-0   | —                                      |
| Mã ISBN tiếng Việt được lấy từ Cục Xuất bản, In và Phát hành - Bộ thông tin và truyền thông. | |                                        |                                        |

Đây là một danh sách chưa hoàn chỉnh. Bạn có thể giúp Wikipedia .